# Brug 1060

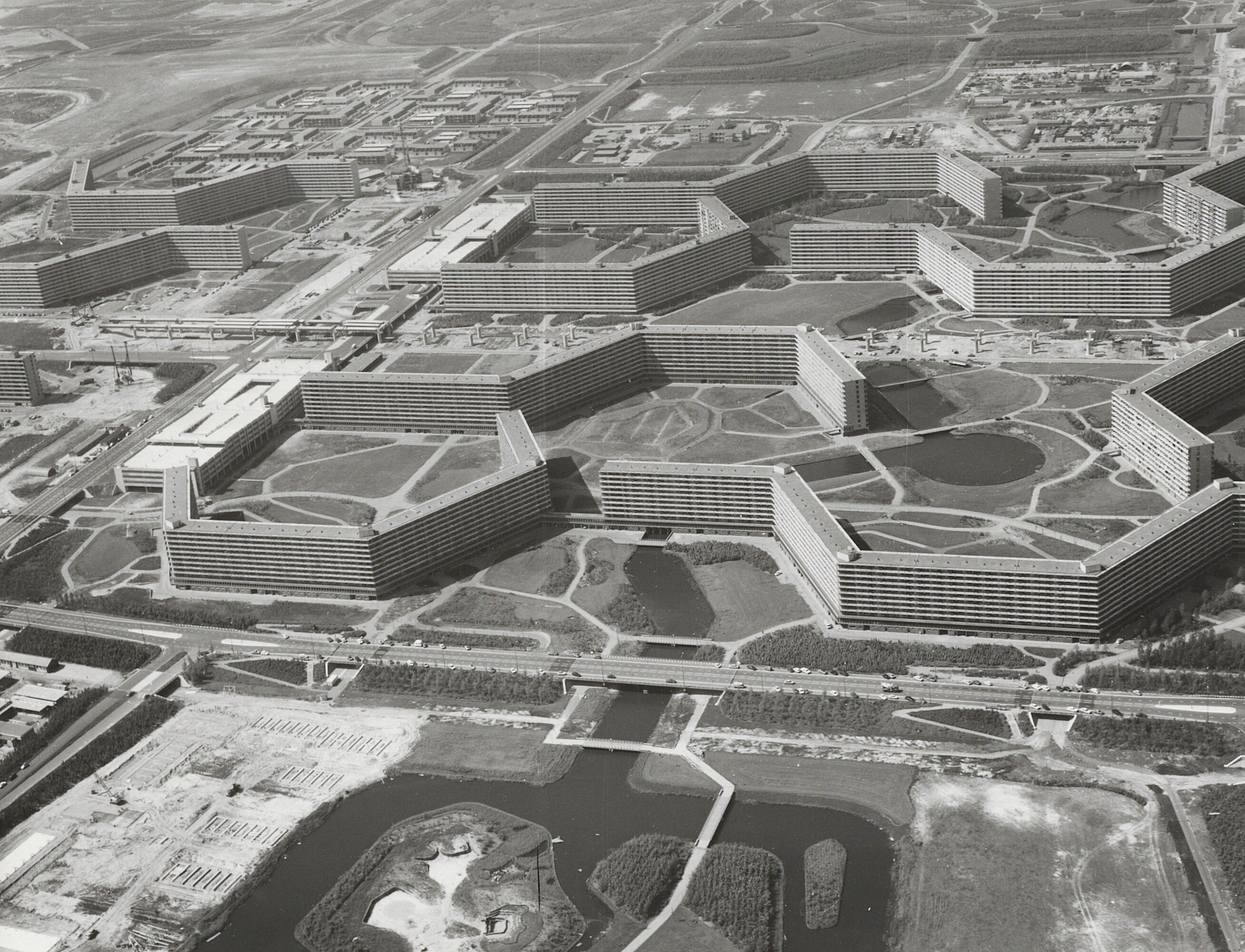
Links schuin naar boven de Karspeldreef; tussen bovenste honingraatflats in de dreef ligt brug 1060 (1973)

Brug 1059 was een bouwkundig kunstwerk in Amsterdam-Zuidoost.
Brug 1060 maakte vanaf 1966 deel uit van de infrastructuur binnen deze nog te bouwen wijk. In die wijk kwam een soort rondweg in de vorm van Bijlmerdreef, 's-Gravendijkdreef, Karspeldreef en ter plaatse de Groesbeekdreef. Deze dreven werden halfhoog aangelegd op een dijklichaam en waren alleen toegankelijk voor snelverkeer. Voetgangers en fietsers bewogen zich voornamelijk op maaiveldniveau. Door deze inrichting van de wijk moesten er tal van viaducten gebouwd worden om het langzame verkeer ongehinderd tussen de diverse wijkonderdelen te laten bewegen. Bij de ontwerpfase van de Bijlmermeer was dat nog niet zover. De brug werd ontworpen als "viaduct in de Bijlmermeer".
Brug 1060 werd in de Karspeldreef een onderdoorgang gemaakt tussen honingraatflats Kikkenstein en Kralenbeek (met sinds 1975 torenflat) in het voet- en fietspad Nellesteinpad (parallel aan de Groesbeekdreef), dat even daarvoor een onderdoorgang had in de eerste flat.
Voor genoemde dreven ontwierp Dirk Sterenberg voor de Dienst der Publieke Werken een soort standaardprogramma voor viaducten. Ze hebben allemaal grotendeels hetzelfde uiterlijk met afgeronde randplaten, betonblokken op de randen van het wegdek, leuningen en betegeling keermuren. Ook de lengtes van de overspanningen van dit soort viaducten was standaard (17 meter); hier vanwege de lengte tweemaal 17 meter met rij brugpijlers.
Het gescheiden verkeer werd hier vanaf begin jaren nul losgelaten. Er vond een ingrijpende sanering plaats waarbij het oostelijk en zuidelijk deel van die rondweg werd afgegraven; de kruisingen werden verlaagd naar maaiveldniveau met bijvoorbeeld zebrapaden. Deze slag liep door tot eind jaren nul. Ook dit deel van de Karspeldreef als ook een deel van de Groesbeekdreef werd afgegraven, daarbij werd brug 1060 gesloopt. De honingraatflat Kralenbeek werd ook gesloopt; de torenflat bleef staan.
<<< · 1000 · 1001 · 1002 · 1003 · 1004 · 1005 · 1006 · 1007 · 1008 · 1009 · 1010 · 1011 · 1012 · 1013 · 1014 · 1018 · 1028 · 1029 · 1030 · 1032 · 1033 · 1034 · 1035 · 1036 · 1037 · 1038 · 1039 · 1040 · 1041 · 1044 · 1045 · 1046 · 1048 · 1049 · 1050 · 1051 · 1062 · 1063 · 1064 · 1065 · 1066 · 1067 · 1076 · 1077 · 1078 · 1083 · 1090 · 1092 · 1093 · 1094 · 1095 · 1096 · 1097 · 1098 · 1099 · >>>
Brugnummers  1015, 1016, 1017, 1019, 1020, 1021, 1022, 1023, 1024, 1025, 1026, 1027, 1031, 1042, 1043, 1047, 1052/1053 (niet gebouwd), 1054, 1055, 1056, 1057, 1058, 1059, 1060, 1061, 1068, 1069-1075, 1079, 1080, 1081, 1082, 1084-1088, 1089 en 1091 (onbekend) zijn niet meer vergeven. De meesten daarvan zijn gesloopt in verband met sanering Zuidoost. Alle bruggen lagen en liggen in Zuidoost behalve bruggen 1000 en 1002.